# Colom imperial de les Marqueses
El colom imperial de les Marqueses (Ducula galeata) és una espècie d'ocell de la família dels colúmbids (Columbidae) endèmic dels boscos de l'illa de Nuku Hiva, a les Marqueses.